# 汐見台 (横浜市)

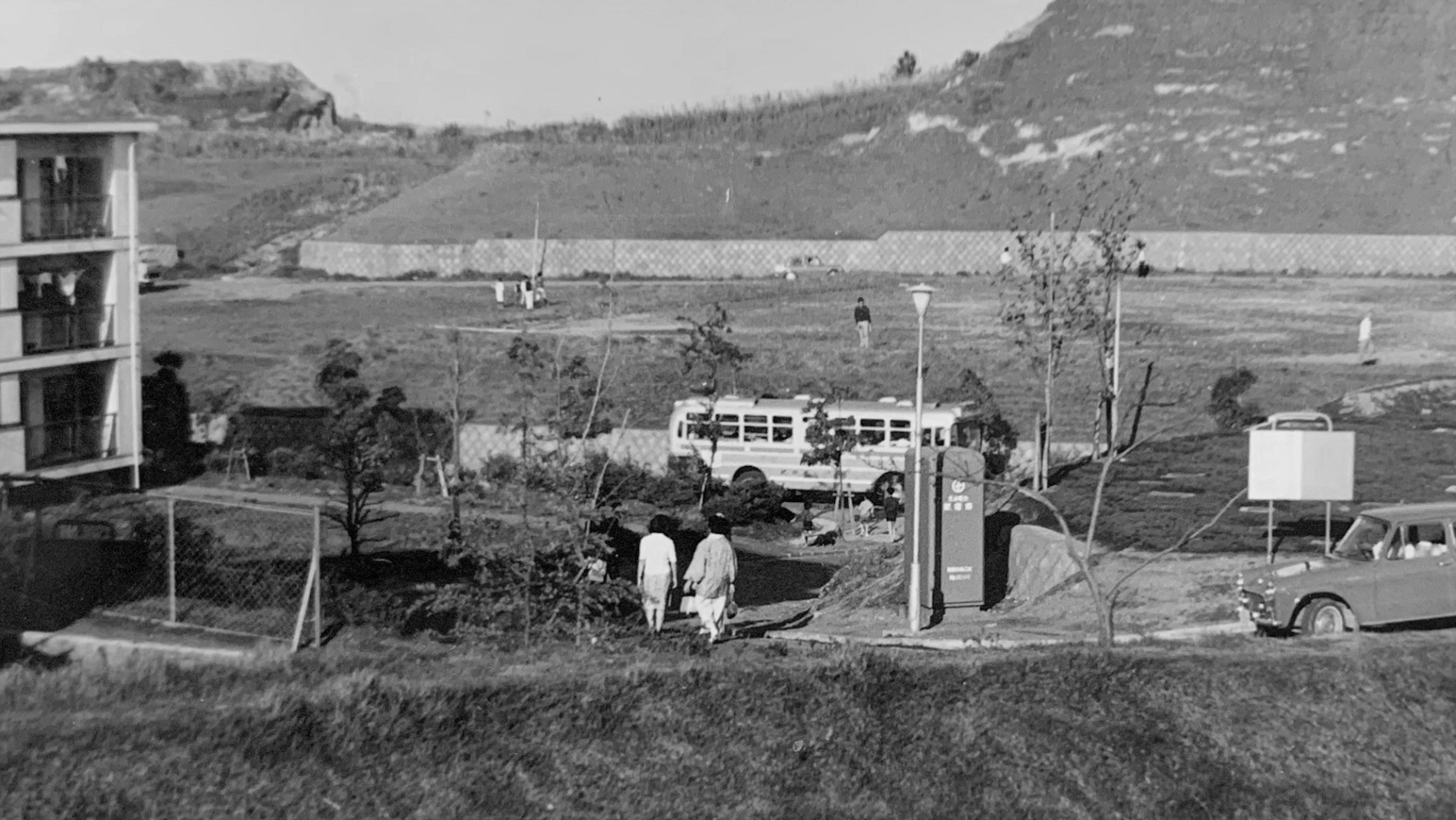
造成開発時の汐見台（1966年）

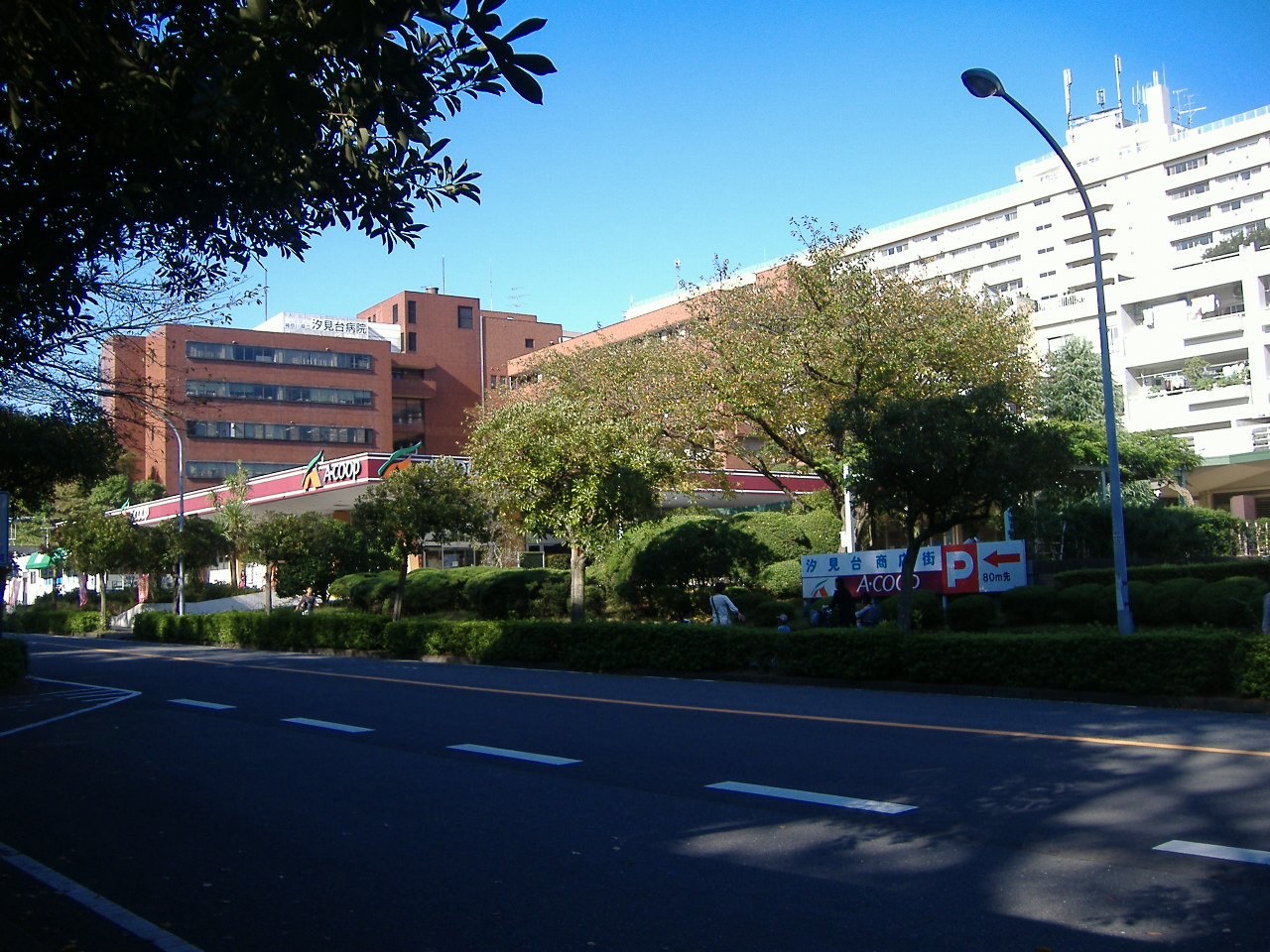
商店街や病院のある中心地区（汐見台1丁目）

汐見台（しおみだい）は、神奈川県横浜市磯子区の町名。現行行政地名は汐見台1丁目から汐見台3丁目。住居表示未実施区域。磯子区唯一の字丁目使用地域で、地域内の大部分は住宅団地である。

## 歴史
根岸湾岸の工業地帯の労働者向け住宅確保および県公社住宅建設を目的に、1961年（昭和36年）1月28日に神奈川県住宅供給公社が磯子団地（仮称）を起工した。山林と農地で73ヘクタールの敷地に、おもに中層住宅約4,100戸を建設した。計画人口1万6千人を見込み1963年5月25日に入居を開始し、同年6月26日に磯子町・森町と南区上大岡町のそれぞれ一部を編入して、汐見台の町名が新設された。同年7月15日に汐見台診療所が開院した。1965年9月1日に横浜市立浜小学校汐見台分校が開校し、1967年4月1日に汐見台小学校として独立した。1973年3月4日に隣接地で、磯子区と港南区にかけて総面積23万m²の総合公園久良岐公園が開園した。

### 沿革
- 1959年（昭和34年）5月23日 - 根岸線建設工事に着工[6]
- 1961年（昭和36年）1月28日 - 磯子団地（汐見台団地）の起工式を挙行[6]
- 1963年（昭和38年）
  - 5月25日 - 汐見台団地の入居開始[6]　
  - 6月26日 - 土地区画整理事業（汐見台）[7]に伴い、磯子町、森町、南区上大岡町の各一部を編入し、汐見台1 - 3丁目を新設[6]。
- 1964年（昭和39年）5月19日 - 磯子駅前広場で根岸線第1期工区（桜木町 - 磯子間）の開通式を挙行[6]
- 1971年（昭和46年）7月5日 - 住居表示の実施（磯子区森・中原地区）[8]に伴い、森町の一部を編入する[9]。

## 特色
当時としては前例が少ない大型重機を投入して造成したが、地形の変化を最小限に抑えたために、団地内は起伏が大きく屏風浦駅方面の街路はトンネルが設けられている。景観保護および塩害防止のために当初から電線類地中化で電柱のない街である。当初の開発目的から公社住宅だけでなく東芝やIHI、電源開発などの社宅が多かったが、近年は老朽化および企業の福利厚生施策の変化から社宅を民間分譲マンションに建て替える例も増えてきている。久良岐公園やバスケットコート、テニスコート、児童公園、ブタ公園等、公園が充実しており、アニメやライトノベルの舞台になったことがある。

## 世帯数と人口
2025年（令和7年）6月30日現在（横浜市発表）の世帯数と人口は以下の通りである。
| 丁目        | 世帯数    | 人口    |
| ----------- | --------- | ------- |
| 汐見台1丁目 | 889世帯   | 1,928人 |
| 汐見台2丁目 | 1,326世帯 | 3,476人 |
| 汐見台3丁目 | 1,080世帯 | 2,261人 |
| 計          | 3,295世帯 | 7,665人 |

### 人口の変遷
国勢調査による人口の推移。
| 年                 | 人口   |
| ------------------ | ------ |
| 1995年（平成7年）  | 10,281 |
| 2000年（平成12年） | 8,618  |
| 2005年（平成17年） | 7,282  |
| 2010年（平成22年） | 7,717  |
| 2015年（平成27年） | 8,973  |
| 2020年（令和2年）  | 8,684  |

### 世帯数の変遷
国勢調査による世帯数の推移。
| 年                 | 世帯数 |
| ------------------ | ------ |
| 1995年（平成7年）  | 4,562  |
| 2000年（平成12年） | 3,886  |
| 2005年（平成17年） | 3,146  |
| 2010年（平成22年） | 3,515  |
| 2015年（平成27年） | 3,795  |
| 2020年（令和2年）  | 3,662  |

## 学区
市立小・中学校に通う場合、学区は以下の通りとなる（2024年11月時点）。
| 丁目        | 番地                                                              | 小学校               | 中学校               |
| ----------- | ----------------------------------------------------------------- | -------------------- | -------------------- |
| 汐見台1丁目 | 6番地（磯子住宅1606、1609号棟） 7番地                             | 横浜市立汐見台小学校 | 横浜市立汐見台中学校 |
| 汐見台1丁目 | 1 - 5番地 6番地（磯子住宅1601号棟 - 1605号、 1607号棟、1608号棟） | 横浜市立浜小学校     | 横浜市立汐見台中学校 |
| 汐見台2丁目 | 1 - 2番地                                                         | 横浜市立浜小学校     | 横浜市立汐見台中学校 |
| 汐見台2丁目 | 3番地以降                                                         | 横浜市立汐見台小学校 | 横浜市立汐見台中学校 |
| 汐見台3丁目 | 全域                                                              | 横浜市立汐見台小学校 | 横浜市立汐見台中学校 |

## 事業所
2021年（令和3年）現在の経済センサス調査による事業所数と従業員数は以下の通りである。
| 丁目        | 事業所数 | 従業員数 |
| ----------- | -------- | -------- |
| 汐見台1丁目 | 32事業所 | 924人    |
| 汐見台2丁目 | 16事業所 | 220人    |
| 汐見台3丁目 | 13事業所 | 123人    |
| 計          | 61事業所 | 1,267人  |

### 事業者数の変遷
経済センサスによる事業所数の推移。
| 年                 | 事業者数 |
| ------------------ | -------- |
| 2016年（平成28年） | 53       |
| 2021年（令和3年）  | 61       |

### 従業員数の変遷
経済センサスによる従業員数の推移。
| 年                 | 従業員数 |
| ------------------ | -------- |
| 2016年（平成28年） | 832      |
| 2021年（令和3年）  | 1,267    |

## 施設

### 教育
- 横浜市立汐見台中学校
- 横浜市立浜小学校
- 横浜市立汐見台小学校
- 汐見台中央幼稚園
- 汐見台西幼稚園
- 汐見台東幼稚園
- 汐見台愛育園（保育園）

### 医療
- 康心会汐見台病院

### 金融機関
- 横浜汐見台郵便局

### 商業
- 汐見台商店街

### その他
- 汐見台会館
- 汐見台文庫
- 磯子警察署汐見台交番
- 汐見台給水塔

## 交通
- 京急本線 - 上大岡駅・屏風浦駅よりバス
- JR根岸線 - 磯子駅・根岸駅よりバス

## その他

### 日本郵便
- 郵便番号 235-0022[3]（集配局 磯子郵便局[19]）

### 警察
町内の警察の管轄区域は以下の通りである。
| 丁目        | 番・番地等 | 警察署     | 交番・駐在所 |
| ----------- | ---------- | ---------- | ------------ |
| 汐見台1丁目 | 全域       | 磯子警察署 | 汐見台交番   |
| 汐見台2丁目 | 全域       | 磯子警察署 | 汐見台交番   |
| 汐見台3丁目 | 全域       | 磯子警察署 | 汐見台交番   |